# Poppendorf im Burgenland
Poppendorf im Burgenland (ungarisch Patafalva) ist eine Katastralgemeinde in der Marktgemeinde Heiligenkreuz im Lafnitztal im Bezirk Jennersdorf im Burgenland.

## Geographie
Poppendorf ist vier Kilometer von der österreichisch-ungarischen Staatsgrenze entfernt. Es liegt an der Bundesstraße Graz-Budapest.

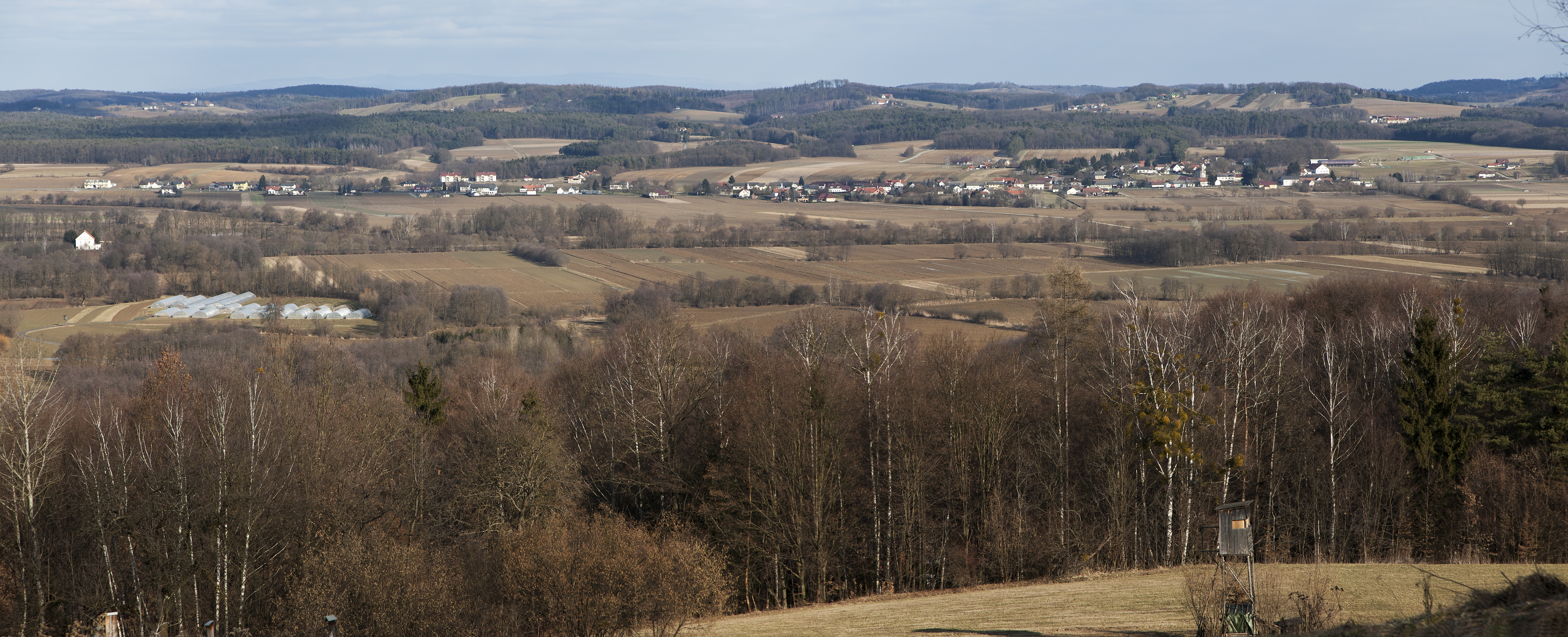
Poppendorf im Burgenland von Süden

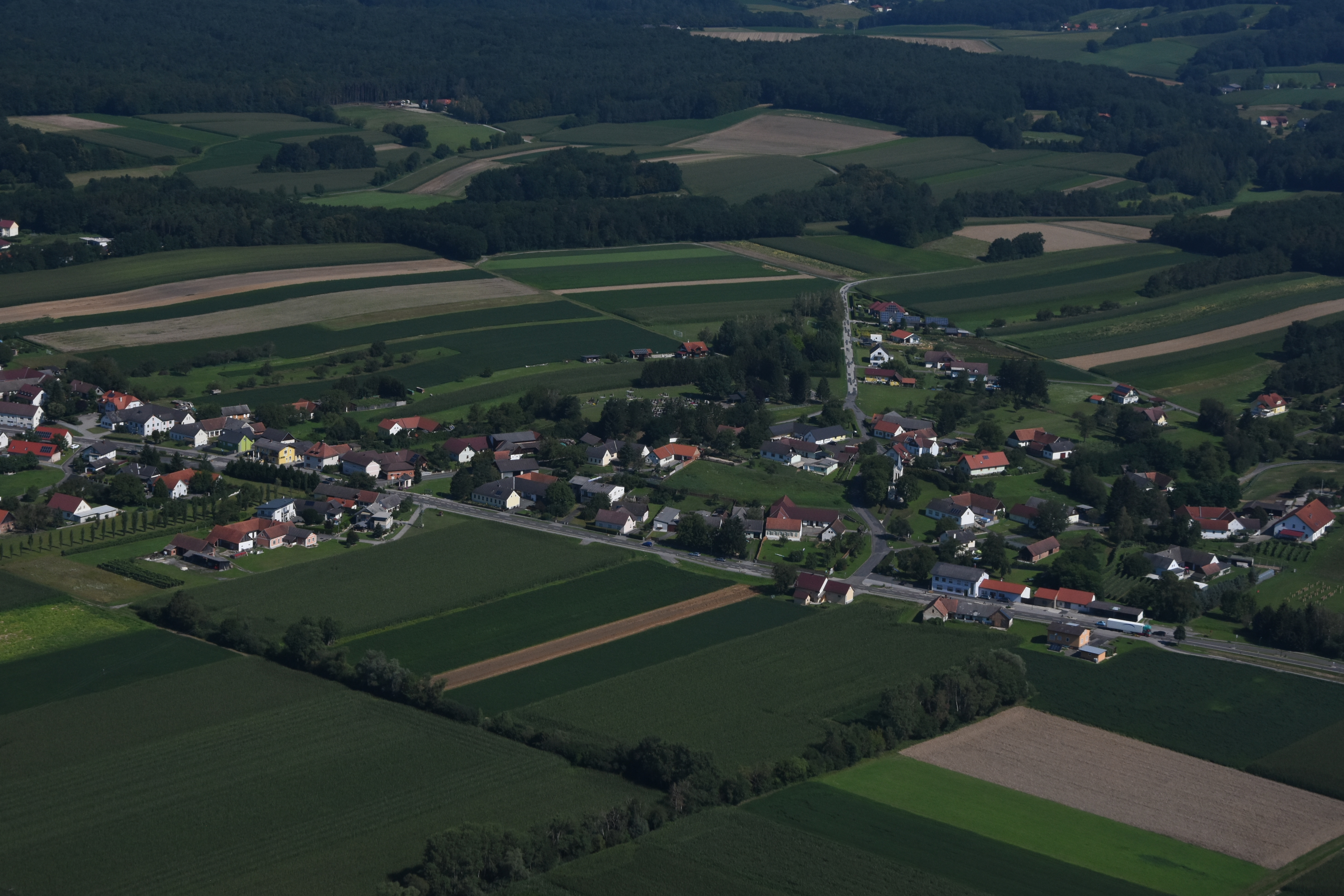
Poppendorf im Burgenland

## Geschichte

### Von den Anfängen bis zum Ende des Ersten Weltkrieges
Poppendorf im Burgenland, heute ein Grenzort zu Ungarn, wird erstmals genannt im Jahre 1427 im fürstlichen Archiv in Eisenstadt und 1428 im fürstlichen Archiv in Körmend. Damals hieß es nicht Poppendorf, sondern Podaboch (Podabach). Im Steuerausweis des 16. Jahrhunderts hieß der Ort Pathafalva. Erst von 1604 an findet sich der Name Poppendorf, im Ungarischen aber Patafalva (Pathafalva). Im Jahre 1698 kommt in der katholischen Visitation der Name als „Ujfalu ander Poppendorf“ vor.
Die alte Benennung Podabach stützt die Vermutung, wonach unter dem im Stiftsbrief des Güssinger Grundherren Walfers vom Jahr 1157 angeführten Wörter „versus Theotonocus“ die an der Körmend-Fürstenfelder Landstraße liegenden Ortschaften, darunter Podaboch, zu verstehen seien. Somit kann der Bestand dieses Ortes in eine Zeit vor dem Jahr 1157 gesetzt werden.
In Aufzeichnungen der Güssinger Zeitung wird erwähnt, dass Ban Franz Batthyány in Patafalva im Zeitraum von 1524 bis 1550 vier bis fünf Porta und Freiherr Franz Batthyány im Jahre 1599 sechs Häuser in Poppendorf besaßen.
Das 16. Jahrhundert war die Zeit des aufopfernden Verteidigungskampfes gegen die Türken. Obwohl nur 8 km von Poppendorf entfernt Graf Montecucculi 1664 das Türkenheer schlug und über die Raab zurückwarf, ist über diese Zeit über Poppendorf kein Dokument zu finden.
Die weitere geschichtliche Entwicklung ist sehr mit der von Eltendorf (ungarisch: Ókörtvélyes) und Heiligenkreuz im Lafnitztal (ungarisch: Rábakeresztúr) verbunden.
Seit 1898 musste aufgrund der Magyarisierungspolitik der Regierung in Budapest der ungarische Ortsname Patafalva verwendet werden.
Zu Beginn des 20. Jahrhunderts entbrannte der Erste Weltkrieg. Die Schüsse in Sarajevo lösten in Österreich die Mobilisierung aus. Auch Poppendorf blieb nicht verschont und es wurden Burschen und Männer zu den Fahnen und Waffen gerufen. Die Gemeinde beklagte 14 Gefallene.
Nach dem Ersten Weltkrieg wurde nach zähen Verhandlungen Deutsch-Westungarn in den Verträgen von St. Germain und Trianon 1919 Österreich zugesprochen. Der Ort gehört seit 1921 zum neu gegründeten österreichischen Bundesland Burgenland.
Bis zum Anschluss des Burgenlandes an Österreich im Jahre 1921 litt die Bevölkerung unter den Schikanen der ungarischen Freischärler. Besonders die Deutschgesinnten mussten sich in Acht nehmen. Oft mussten sie über die Lafnitz in die Steiermark flüchten. Die Freischärler verhafteten Leute, brachten sie nach Güssing und ließen sie erst Tage später wieder frei. Obwohl im Jahr 1921 der Krieg bereits drei Jahre beendet war, gab es noch immer keinen Frieden. Die Bewohner des Grenzgebietes hatten noch immer an der Frucht des Krieges zu leiden.

### Die Zwischenkriegszeit
Nach dem Ersten Weltkrieg hielten sich 1922 auch in Poppendorf Ententeoffiziere auf. Aufgrund der im Vertrag von Trianon niedergeschriebenen Verpflichtung Ungarns, „Deutsch-Westungarn“ an Österreich abzutreten, bildeten sich im Dorf zwei große Gruppen. Am oberen Teil des Dorfes, bis zum Kriegerdenkmal, waren die Deutschfreundlichen, vom Kriegerdenkmal hinunter waren die Ungarnfreundlichen zu Hause. Der damalige Bürgermeister Deutsch wurde wegen seiner ungarnfreundlichen Haltung von den Heimkehrern und ehemaligen Soldaten abgesetzt. Da sich ein Großteil der Bevölkerung vor den Offizieren der Entente doch für Österreich aussprach, blieb dieses Gebiet bei Österreich.
Wie aus diesen Streitigkeiten innerhalb der Gemeinde zu sehen ist, war diese Zeit nicht gut. Neben der plötzlichen Umorientierung nach Westen mussten sich die Einwohner auch daran gewöhnen, dass man nicht mehr so einfach zum Markt oder in die Fabriken nach St. Gotthard gelangen konnte; schließlich musste man eine Staatsgrenze passieren. Damit das ohne Probleme geschehen konnte, gab es für den „kleinen Grenzverkehr“ einige Bedingungen zu beachten. Der Grenzübertritt wurde nur verlässlichen Einwohnern der Grenzorte gestattet, und sie benötigten Grenzverkehrsscheine, die von den Behörden ausgestellt wurden. Die Bewilligung für den „kleinen Grenzverkehr“ konnte durch Einziehen des Scheines jederzeit widerrufen werden. Bereits 1922 kam es zu Schikanen beim Grenzübergang ‚Heiligenkreuz – St. Gotthard’. Nach einem Bericht des Grenzpolizeikommissariats Jennersdorf hatten burgenländische Arbeiter, die in den St. Gottharder Fabriken arbeiteten, mit Schwierigkeiten beim Grenzübertritt zu kämpfen. So wurden beispielsweise Grenzübertrittsscheine, die auf die Dauer von zwei bis vier Monaten ausgestellt waren, von den ungarischen Behörden nicht anerkannt, mit der Begründung, dass Ungarn Grenzübertrittsscheine nur auf 30 Tage ausstelle. Bemerkt sei, dass die ungarischen Behörden bei jedem Verlängern der Scheine 20 ungarische Kronen einhoben. Solche Schikanen haben das Leben der Bevölkerung nicht gerade erleichtert.
Es gab aber auch positive Momente in der Zwischenkriegszeit. So wurden im Jahre 1923 die Postautobuslinie ‚Fürstenfeld – Heiligenkreuz – Güssing’ und die Linie Güssing-Jennersdorf in Betrieb genommen. Das war ein großer Fortschritt, da man dadurch leichter zur Bahn und auch in die Stadt kommen konnte. Positiv war auch die Elektrifizierung des Ortes im Jahre 1924. Allerdings wurde damals nur das Dorf an das elektrische Netz angeschlossen. Poppendorf-Berg erhielt das elektrische Licht erst nach dem Zweiten Weltkrieg, 1949.
Poppendorf bekam 1923 auch eine Postablage. Bis dahin musste die Post in Eltendorf oder Heiligenkreuz im Lafnitztal aufgegeben werden. Von 1937 bis 1945 war die Postablage eine Poststelle I. Nach 1945 wurde es wieder eine Postablage. 1927 wurde die Postablage an das Fernsprechnetz angeschlossen.

### Die Zeit von 1938 bis 1945
Abermals großes Leid brachte der Zweite Weltkrieg. Die ersten Jahre des Krieges waren in Poppendorf nur dadurch spürbar, dass die Burschen und Männer wieder einrücken mussten und daher Not an Arbeitskräften herrschte. Als aber die ersten Todesnachrichten aus dem Felde eintrafen, war der Krieg schon mehr zu spüren.
Im Jahre 1945 waren die deutschen Truppen auf allen Fronten im Rückzug und der Feind rückte immer näher. Die Leute flüchteten vom Dorf in die Berge, wo sie in den Kellern der Weingärten Unterschlupf fanden. Als nun gar die ersten Granaten in Poppendorf einschlugen, verspürten die Leute den Krieg in seiner vollen Grausamkeit. Durch Granatensplitter kamen zwei Poppendorfer ums Leben.

### Nachkriegsjahre
Der Krieg hatte für das Dorf und seine Bewohner zur Folge, dass 48 Häuser abgebrannt, viele zerschossen und schwer beschädigt, Vieh und Wertgegenstände verschwunden waren. Nach Kriegsende verzeichnete das Dorf viele Opfer, 28 gefallene und 14 vermisste Menschen.
Dazu kam die sowjetische Besatzungsmacht. Konnte man früher im nahen Fürstenfeld seine Besorgungen erledigen, so war das nicht mehr möglich. Die Lafnitz, die schon so oft Grenze war, war nun gar zu einer trennenden Wand geworden. Sie war die Demarkationslinie. Ohne Ausweis konnte niemand die Grenze passieren. Erst allmählich legte sich dieser Zwang, bis die Kontrollen im Sommer 1953 ganz aufhörten und die russischen Soldaten sukzessive aus dem Grenzgebiet abgezogen wurden. Nun konnte der Handel und der Verkehr mit der benachbarten Steiermark wieder in voller Stärke aufgenommen werden.
Ganz anders verlief die Situation an der österreichisch-ungarischen Grenze. Anfangs war die Staatsgrenze seit Kriegsende für jeden Verkehr offen. Dies hatte teilweise negative Folgen für die Grenzbewohner, da die Bevölkerung mit Diebesbanden, die von Ungarn über die Grenze kamen, zu kämpfen hatte.
Ab Herbst 1947 wurde die Grenze gesperrt und von ungarischer Seite streng bewacht, der kleine Grenzverkehr war nur erschwert möglich. Zur Verhinderung jedes irregulären Verkehrs errichteten die ungarischen Behörden Stacheldrahtzäune, den so genannten „Eisernen Vorhang“, die von Minenfeldern umgeben waren. Der Grenzübergang in der Nachbargemeinde Heiligenkreuz nach St. Gotthard wurde geschlossen, es blieb lediglich das Straßenzollamt nach Rábafüzes (Raabfidisch) bestehen. Reiseverkehr gab es so gut wie keinen mehr. Die nun sichtbare und unüberwindbare Grenze, der Stacheldrahtzaun, hatte unmittelbare Auswirkungen auf das Leben der Grenzbewohner. Alle jene, die Verwandte in den ungarischen Grenzorten Raabfidisch oder St. Gotthard hatten und diese besuchen wollten, konnten bis zur Errichtung des Stacheldrahtzaunes ohne größere Schwierigkeiten die Grenze passieren. Im Zuge der Grenzverschärfung war dies nur mehr erschwert oder überhaupt nicht möglich.
Der Lebenswille der Bevölkerung war jedoch nicht gebrochen. Mit Fleiß und Einsatz begannen die Menschen Schäden auszubessern und neue Häuser aufzubauen.
Mit 1. Jänner 1971 wurden die Gemeinden Poppendorf und Heiligenkreuz zur Gemeinde Heiligenkreuz im Lafnitztal zusammengeschlossen. Aufgrund dieses Zusammenschlusses mussten organisatorische Vorkehrungen getroffen werden, wie z. B. die Neuwahl der Gemeindevertretung und die Bestellung eines Ortsvorstehers für Poppendorf. Dieses Amt hat der bisherige Bürgermeister von Poppendorf, August Schlener, übernommen.
Im Zuge der Gemeindezusammenlegung wurde auch die Volksschule in Poppendorf aufgelassen und die schulpflichtigen Kinder aus Poppendorf teilte man der Volksschule in Heiligenkreuz zu.
Mitte der 1970er Jahre siedelte sich im Dorf ein Betrieb an, die Firma „Merino“ aus Feldbach. Dieser Betrieb konnte jedoch nicht genug Arbeitsplätze für die Einheimischen bieten, folglich stieg die Pendlerrate immer mehr an. Ein zweiter Versuch, eine Erwerbsmöglichkeit für Frauen zu bieten, war die Ansiedlung der Firma Andiola (Unterwäschefabrik) in den 1980er Jahren. Auch dieser Betrieb hat seine Pforten bald geschlossen und die Produktion nach St. Gotthard (Ungarn) verlegt, wo die Arbeitskräfte noch billiger waren.
Was geblieben sind, waren kleine Familienbetriebe (Gasthäuser, Tischlerei, Lebensmittelgeschäft, Lagerhausgenossenschaft), die kaum Arbeitsplätze bieten konnten.
Im Laufe der Jahre wurden einige Vereine und Einrichtungen geschaffen, die das gesellschaftliche und kulturelle Leben im Dorf fördern sollten. So entstand z. B. im Jahre 1980 ein Fremdenverkehrs- und Verschönerungsverein. Gründungsobmann war Ing. Josef Gilly.
In wirtschaftlicher Hinsicht mussten viele Rückschläge hingenommen werden. Die Bevölkerung von Poppendorf war von ihrer Erwerbstätigkeit her agrarisch strukturiert und durch kinderreiche Familien geprägt. Poppendorf war jedoch zu klein, um allen Arbeitssuchenden Arbeit zu geben. Die Abnahme der Beschäftigungsmöglichkeiten in der Landwirtschaft und der Mangel an Arbeitsplätzen in der Region bewirkte, dass viele gezwungen waren, sich anderswo Arbeit zu suchen oder auszuwandern. Wie nach dem Ersten Weltkrieg kam es auch nach dem Zweiten Weltkrieg zu einer erneuten und wesentlich größeren Auswanderungswelle. Die Ziele waren auch diesmal wieder die Länder in Übersee, vorwiegend Kanada und USA. Die Zahl der Auswanderer stieg von Jahr zu Jahr. Von 1953 bis 1955 verließen über 55 Poppendorfer ihre Heimat.
Viele, die nicht nach Übersee auswandern wollten, fuhren jährlich im Frühjahr auf Saisonarbeit (Grünarbeit) und kamen erst im Herbst wieder zurück. Jeder versuchte dort sein Brot zu verdienen, wo er es verdienen konnte.
Die Bauern wurden gezwungen, einem Nebenerwerb nachzugehen. Dies führte dazu, dass in den sechziger Jahren die Zahl der in der Landwirtschaft Tätigen stark abnahm und viele Männer Berufe wie Bauarbeiter oder Industriearbeiter ausübten. Die Lage unmittelbar am „Eisernen Vorhang“ war der Grund dafür, dass sich kein Industriebetrieb hier ansiedeln wollte. Die Folge war eine starke Zunahme des Pendlertums. Die Mehrzahl der Arbeiter wurde zu Tagespendlern nach Güssing, Fürstenfeld oder Jennersdorf. Sehr viele waren Wochenpendler als Industrie- und Bauarbeiter mit den Zielen Steiermark, Graz und dem Wiener Becken.

### Gegenwart

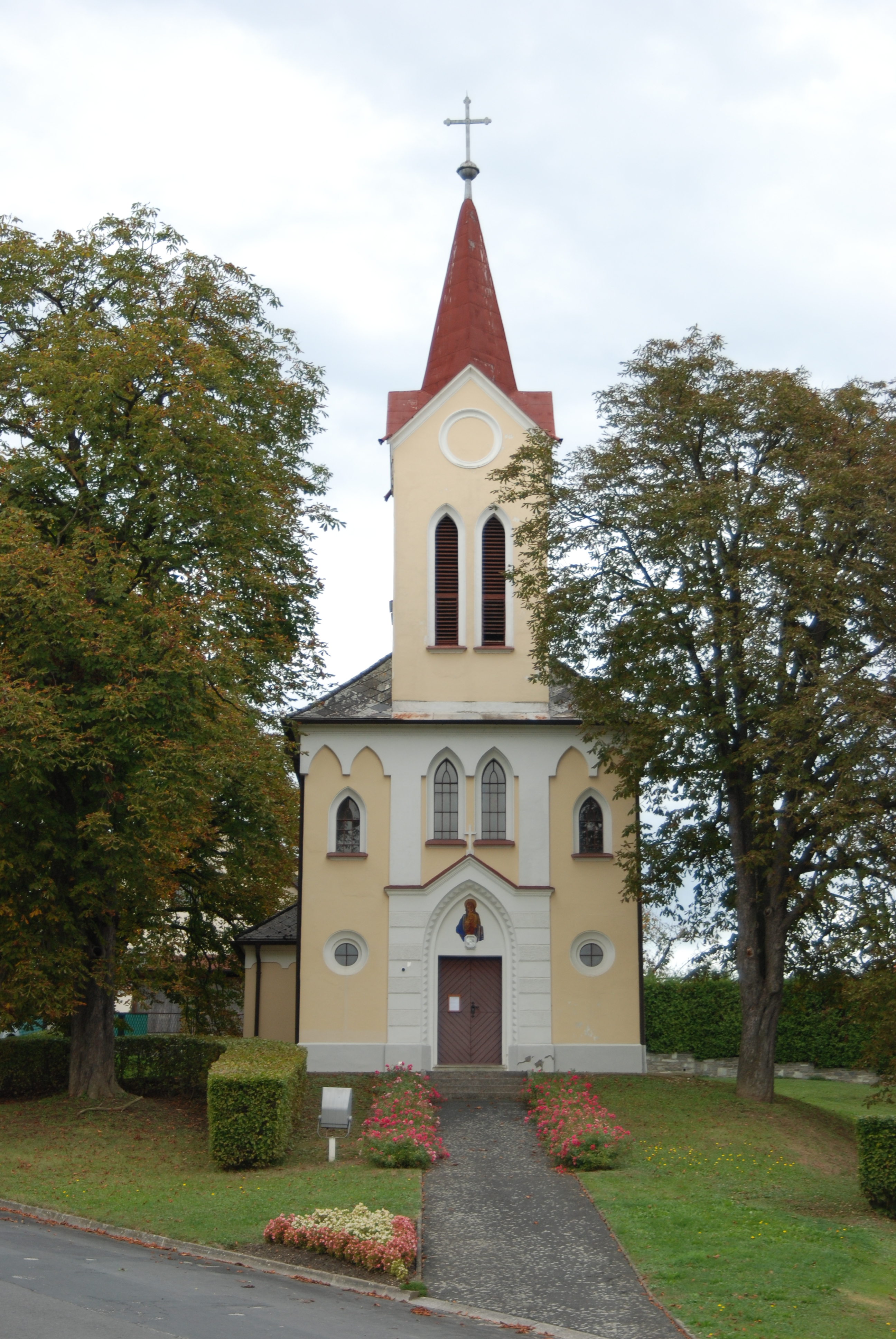
Kirche Poppendorf

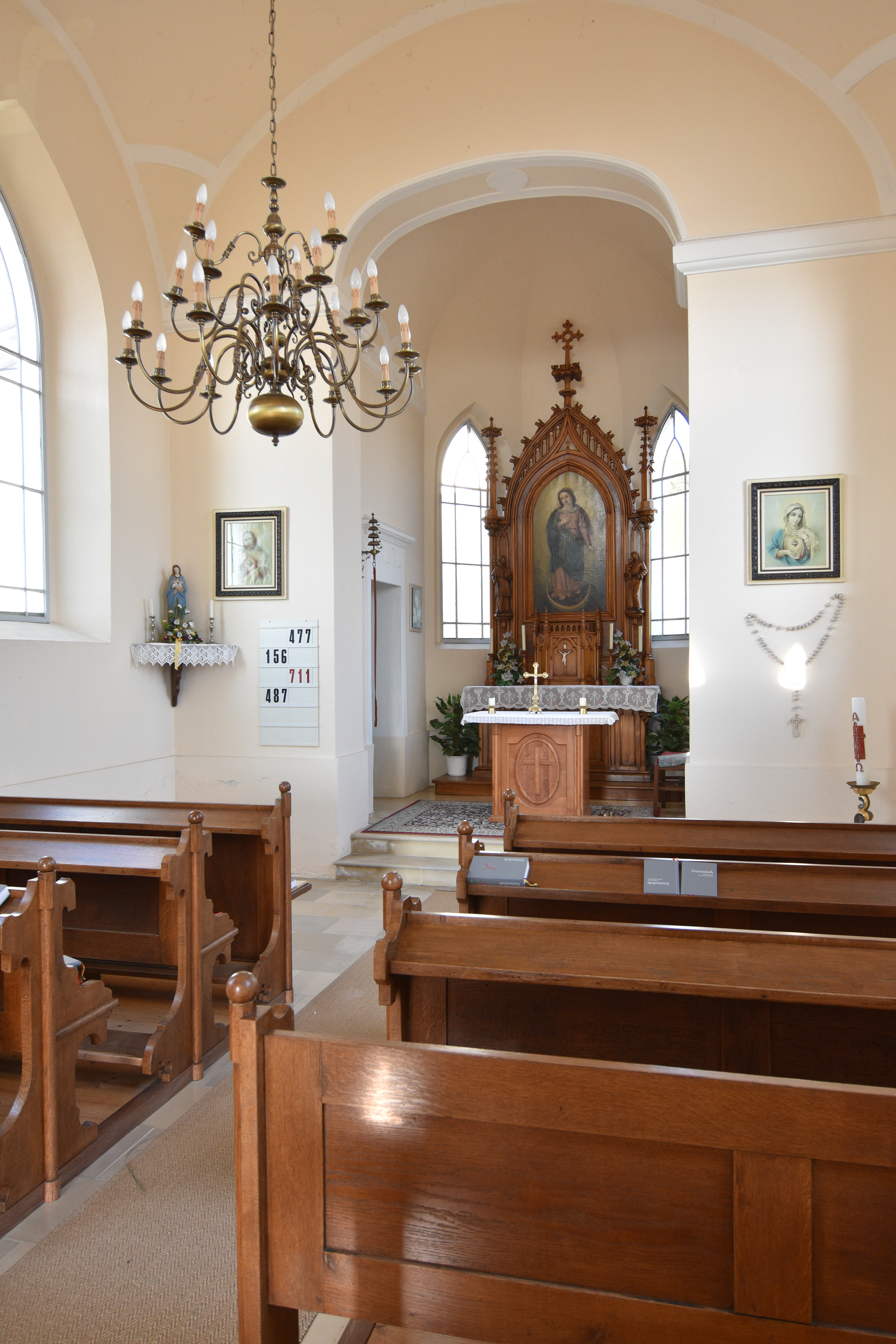
Der Innenraum der Kirche

Heute leben in Poppendorf 402 (Hauptwohnsitze per 1. Januar 2009) Personen. Es gibt 165 Haushalte, davon leben nur noch 2 von der Landwirtschaft, etwa 127 aber aus unselbstständiger Arbeit. Daraus ist der ungeheure soziale Wandel abzuleiten. Obwohl Hotterfläche und Einwohnerzahl heute annähernd so groß sind wie 1810, leben heute nur mehr etwa 9 Personen von den landwirtschaftlichen Nutzfläche, damals waren es fast 85 %!
Poppendorf entwickelt sich immer mehr zu einer Wohngemeinde. Mit Unterstützung der Gemeinde wurden der Bau von Wohnhausanlagen forciert und aufgeschlossene Bauplätze für Einfamilienwohnhäuser bereitgestellt, um den anhaltenden Trend der Abwanderung vor allem junger Dorfbewohner zu stoppen.
Die landwirtschaftlichen Betriebe im Dorf haben auch einen neuen Weg eingeschlagen und sich gänzlich der Pferdewirtschaft verschrieben, welche hervorragend mit dem sanften Tourismus der Region kooperiert.
In wirtschaftlicher Hinsicht gibt es jedoch weitere Rückschläge zu verzeichnen. Im Dorf gibt es nur mehr einen Gewerbebetrieb, ein Gasthaus. Viele Arbeitnehmer sind nach wie vor gezwungen, als Wochenpendler in Niederösterreich oder Wien oder als Tagespendler in der angrenzenden Steiermark und Graz einer Arbeit nachzugehen. Grund genug, dass viele Junge wegziehen und sich in den Ballungsräumen ansiedeln. Leichte Entspannung im Hinblick auf qualitative Arbeitsplätze bieten die in unmittelbarer Vergangenheit angesiedelten Betriebe im grenzüberschreitenden Wirtschaftspark ‚Heiligenkreuz im Lafnitztal – St. Gotthard’.

## Auswanderung
Nicht unbedeutend in der historischen Entwicklung des Dorfes ist die Auswanderung. Neben Nord- und Südamerika als Hauptzielen wanderten auch einige nach Brasilien, Australien, Schweiz und Deutschland aus.

### Amerikawanderung
Die Auswanderung aus Poppendorf im Burgenland nach Amerika steht in einem sehr engen Zusammenhang mit der Auswanderung aus den südlichen Teilen der historischen und gegenwärtigen Regionen des Burgenlandes. Regionalspezifische und lokale Besonderheiten stehen im ursächlichen Zusammenhang mit der geographischen Lage, der historischen und wirtschaftlichen Entwicklung dieser Gemeinde.
Poppendorf im Burgenland liegt mit seiner Auswanderungsquote an der Spitze aller burgenländischen Gemeinden. Die Zahl von erwiesenen 372 Amerikawanderern ist schon beträchtlich. In der großen Auswanderungsperiode der Zwischenkriegszeit sind 71 Personen ausgewandert, nach 1945 sogar 83. Das Ziel der Amerikawanderer aus dem Lafnitztal war Pennsylvania, anfänglich vor allem die Region um Allentown.

### Zeitlicher Ablauf der Auswanderung
Die Poppendorfer Auswanderung dürfte durch ein junges Dienstmädchen im November 1890 eingeleitet worden sein. Ihr Name ist nicht bekannt, da es nicht schriftlich dokumentiert, sondern ausschließlich mündlich durch Josef Reichl – Auswanderer aus Zahling – überliefert wurde. Zusammen mit zwei Mädchen aus Eltendorf hat sie ihre Heimat verlassen und sich in Allentown niedergelassen. Die längst zurückreichend dokumentierten Auswanderer aus Poppendorf im Burgenland konnten bei den Recherchen in den Registern und Passagierlisten des Jahres 1893 gefunden werden. Zwölf Auswandererpioniere verließen über den Hafen Antwerpen Europa und kamen am 31. Mai 1893 bei der Einwandererkontrollstation Ellis Island an. Von diesen 12 Personen haben sich 11 in Bethlehem (Amerika) und 1 in New York niedergelassen.
Durch die Trennung von Ungarn und durch den Krieg entstanden neue Gegebenheiten, die die Auswanderung förderten. Zusätzlich zu der bereits geschilderten schlechten wirtschaftlichen Situation gab es einige Menschen, die weder in Ungarn bleiben wollten noch in Österreich eine entsprechende Existenzgrundlage gefunden hatten. Die sehr unsicheren, schlechten Zeiten zwischen 1918 und 1921 trugen nicht gerade dazu bei, die jungen Menschen an dieses Land zu binden. Es gab auch viele, die bereits Verwandte oder Freunde in Amerika hatten. Sie wollten vielleicht schon früher nachkommen, wurden aber durch den Krieg aufgehalten.
Phänomenal, einzigartig und im Widerspruch mit dem burgenländischen Auswanderungstrend war die Auswanderungsentwicklung nach dem Zweiten Weltkrieg. Mit 83 Auswanderern nach Amerika (insgesamt 99 Auswanderern) nach 1945 liegt Poppendorf im Burgenland an der Spitze aller burgenländischen Gemeinden. Die große Zahl von erforschten 372 Amerikawanderern ist an sich schon beachtlich, so ist das Verhältnis der drei Auswanderungsperioden zueinander mit 218 Emigranten in der Vorkriegswanderung, 71 Emigranten in der Zwischenkriegswanderung und 83 Emigranten in der Nachkriegswanderung ungewöhnlich. Die Gesamtzahl der Amerikawanderer ist bestimmt noch höher, kann aber aufgrund mangelnder Dokumentation weder erforscht noch geschätzt werden. In den beiden Jahren 1953 und 1954 zogen 48 junge Leute aus Poppendorf im Burgenland nach Amerika, davon der größte Teil nach Kanada. Das sind bei der damaligen Einwohnerzahl von 571 Personen rund 10 Prozent der Gesamtbevölkerung. Rechnet man zu den 99 Auswanderern der Nachkriegszeit noch die 42 jungen Männer dazu, die aus dem Krieg nicht mehr heimgekehrt sind, wird man erst den großen Verlust erkennen, den dieses Dorf erlitten hat.
Ebenso erwähnenswert ist, dass die Auswanderungsphase der Zwischenkriegszeit im Lafnitztal, darunter auch jene von Poppendorf im Burgenland, von einer großen Rückwanderungswelle gekennzeichnet war. Zu diesen Rückwanderern zählten vor allem jene, die nur für einige Jahre nach Amerika gehen wollten, aber aufgrund der Kriegsereignisse an der Rückkehr gehindert wurden. Viele dieser Rückwanderer verließen jedoch nach einiger Zeit wieder ihre alte Heimat und gingen für immer nach Amerika.
Im Bezirk Jennersdorf war Poppendorf im Burgenland gemäß seiner Bevölkerungszahl bei der Auswanderung überrepräsentativ vertreten. Die Schwerpunkte der Auswanderungsjahre liegen in den Jahren 1899 bis 1913, 1922 und 1923 und 1953 bis 1955, wobei die Jahre 1901 mit 33 und 1954 mit 28 Emigranten nach Amerika den Höhepunkt bildeten.
Die Auswanderung nach Amerika verlief keineswegs kontinuierlich, sondern zeigt sehr große Schwankungen auf.
In der Orts- und Schulchronik der Volksschule Poppendorf ist im Zusammenhang mit der Auswanderung vermerkt: „Wie schon erwähnt, waren viele Leute durch die Kriegsereignisse und durch die Not der Nachkriegsjahre gezwungen, die Heimat zu verlassen und sich anderswo Arbeit zu suchen. Viele von diesen Arbeitssuchenden fuhren in den Jahren vor und nach dem ersten Weltkrieg nach Nordamerika. Sie haben sich dort eine Existenz geschaffen und leben in guten Verhältnissen. Nach dem zweiten Weltkrieg setzte wieder eine Wanderbewegung ein. Diesmal ist das Ziel der Wanderung Kanada.“

### Gedenkfeiern
Aus Anlass „100 Jahre Auswanderung“ fand am 28. Juli 1990 erstmals ein offizielles Heimattreffen vieler ausgewanderter Poppendorfer in Poppendorf statt, welches von der Burgenländischen Gemeinschaft initiiert wurde. Bei dieser Feier wurde ein Stein mit Gedenktafel enthüllt.
Im Rahmen eines kleinen Festaktes wurde am 23. Juni 2008 wiederum an die unzähligen Auswanderer dieses Dorfes gedacht. Der Präsident der Burgenländischen Gemeinschaft, HR Dr. Walter Dujmovits, proklamierte an diesem Tag Poppendorf im Burgenland wegen der außergewöhnlich hohen Anzahl von Auswanderern zum Heimatdorf der Auslandsburgenländer.

## Vereinsleben
Im Laufe der Jahre wurden einige Vereine und Einrichtungen geschaffen, die das gesellschaftliche und kulturelle Leben im Dorf fördern sollten. So entstand z. B. im Jahre 1980 ein Fremdenverkehrs- und Verschönerungsverein. Gründungsobmann war Ing. Josef Gilly. Bereits 1888 wurde die Freiwillige Feuerwehr Poppendorf-Dorf gegründet, 1952 eine zweite in Poppendorf-Berg.
Die Landjugend besteht ebenfalls seit 1952.